# T-próba
A t-próba a statisztikai elemzés egyik típusa, amelyet két csoport átlagainak összehasonlítására és annak megállapítására használnak, hogy az adott minta származhat-e a nullhipotézis populációjából. A tesztben a nullhipotézis esetében a tesztstatisztika a Student-féle t-eloszlást követi. Leggyakrabban akkor alkalmazzák, ha a minta normális eloszlást követ, miközben a skálaparaméter(minta vagy csoportok különbségének, vagy feltételek különbségének az átlaga) ismert (általában a skálaparaméter ismeretlen, ezért zavaró tényező). 
Tágabb értelemben a matematikai statisztikában általában is szoktak t-próbaként, vagy t-próbákként utalni minden olyan próbára, melyben a próbastatisztika t-eloszlást követ. Használatos ezekre a próbákra a „Student-féle t-próba” elnevezés is, mivel a t-eloszlást is szokás Student-féle eloszlásnak, vagy Student-féle t-eloszlásnak nevezni. A tágabb értelemben vett t-próbák közé tartoznak a fentieken kívül még a következők: 
- Gayen-próba,
- Johnson-próba,
- Levene-próba,
- O'Brien-próba,
- Welch-próba (d-próba),
- Yuen-próba.

Ha az t-próba kifejezéssel találkozunk, és nincs pontosabban meghatározva, hogy melyik t-próbát kell érteni alatta, akkor vélhetően az egymintás t-próbáról van szó.

## Történet
A ,,t-statisztika” kifejezés a ,,hypothesis test statistic" (,,hipotézis teszt statisztika”) rövidítése.[1] A statisztikában a t-eloszlást először 1876-ban Helmert[2][3][4] és Lüroth vezette le ,,posterior” eloszlásként.[5][6][7] A t-eloszlás általánosabb formában is megjelent Pearson IV. típusú eloszlásként Karl Pearson 1895-ös publikációjában. [8] A t-eloszlás, más néven Student's t-eloszlás azonban William Sealy Gosset-ről kapta a nevét, aki először 1908-ban publikálta angolul a Biometrika című tudományos folyóiratban "Student"[9][10] álnéven, mivel munkaadója előnyben részesítette, hogy a munkatársak álnevet használjanak a tudományos cikkek publikálásakor.[11] Gosset az írországi Dublinban található Guinness sörgyárban dolgozott, és a kis minták problémái érdekelték - például az árpa kémiai tulajdonságainak vizsgálata kis mintaszámmal. Ezért a Student kifejezés etimológiájának egy másik változata az, hogy a Guinness gyár nem akarta, hogy a versenytársai megtudják, hogy a t-tesztet használják a nyersanyag minőségének meghatározására. Bár William Gosset volt az, aki után a tesztet elnevezték, valójában Ronald Fisher munkája révén vált az eloszlás "Student-eloszlás"[12] és "Student t-próba" néven ismertté.
Gosset-t Claude Guinness (az akkori vezérigazgató) azon elve miatt alkalmazták, amely szerint a legjobb oxfordi és cambridge-i diplomásokat vették fel, hogy biokémiát és statisztikát alkalmazzanak a Guinness ipari folyamataiban.[13] A Guinness irányelve szerint a technikai személyzetnek engedélyezték a tanulmányi szabadságot, amelyet Gosset az 1906-1907-es tanév első két félévében Karl Pearson professzor biometrikus laboratóriumában, a University College Londonban[14] használt ki. Gosset kilétét ekkor már ismerték a statisztikus kollégák és Karl Pearson főszerkesztő is[15].

## Használat
A leggyakrabban használt t-tesztek az egymintás és a kétmintás tesztek:
● Az egymintás t-próba azt vizsgálja, hogy a populáció átlaga megegyezik-e a nullhipotézisben megadott értékkel.
● Kétmintás t-próba azt a nullhipotézis vizsgálja, amelynek állítása, hogy a két populáció átlaga megegyezik. Minden ilyen tesztet általában Student t-tesztnek neveznek, bár szigorúan véve ezt az elnevezést csak akkor szabad használni, ha a két populáció varianciáját is egyenlőnek feltételezzük; a tesztnek azt a formáját, amelyet e feltételezés elhagyása esetén használnak, néha Welch t-tesztnek nevezik. Ezeket a teszteket gyakran nevezik nem páros vagy független minták t-tesztjének, mivel jellemzően akkor alkalmazzák, ha a két összehasonlítandó minta alapjául szolgáló statisztikai egységek nem fedik egymást[16].

## Előfeltételek
Két független minta átlagát összehasonlító t-próba esetén a következő feltételeknek kell teljesülniük:
● A két összehasonlítandó populáció átlagainak normális eloszlást kell követniük. Gyenge feltételezések mellett ez nagy minták esetén a centrális határeloszlási tételből következik, még akkor is, ha az egyes csoportokban a megfigyelések eloszlása nem normális[17].
● Ha a t-próba eredeti Student-féle definícióját használjuk, a két összehasonlítandó populációnak azonos varianciával (szórásnégyzettel) kell rendelkeznie (F-próba, Levene-próba, Bartlett-próba vagy Brown-Forsythe-próba segítségével vizsgálható; vagy grafikusan értékelhető Q-Q-diagram segítségével). Ha a két összehasonlítandó csoport mintamérete egyenlő, akkor a Student-féle eredeti t-próba nagyon robusztus az egyenlőtlen varianciák jelenlétére.[18] A Welch-féle t-próba nem érzékeny a varianciák egyenlőségére, függetlenül attól, hogy a mintaméretek hasonlóak-e. A teszt elvégzéséhez használt adatokat vagy függetlenül kell mintavételezni a két összehasonlítandó populációból, vagy teljesen párosnak kell lenniük. Ez általában nem vizsgálható az adatokból, de ha az adatokról ismert, hogy összefüggőek (pl. párosak a vizsgálati terv alapján), akkor összetartozó mintás tesztet kell alkalmazni. Részben páros adatok esetén a klasszikus független t-próba érvénytelen eredményeket adhat, mivel a tesztstatisztika nem feltétlenül követi a t-eloszlást, míg az összetartozó mintás t-próba szuboptimális (nem éri el az optimális hatékonyságot), mivel elveti a nem páros adatokat[19].
A legtöbb kétmintás t-próba robusztus a feltételezésektől való nagy eltérések kivételével mindenre.[20]
A pontosság érdekében a t-próba és a Z-próba megköveteli a mintaátlagok normalitását, a t-próba pedig ezen felül megköveteli, hogy a minta szórása skálázott χ2 eloszlást kövessen, és hogy a mintaátlag és a minta szórása statisztikailag független legyen. Az egyes adatértékek normalitása nem szükséges, ha ezek a feltételek teljesülnek. A centrális határeloszlás-tétel szerint a közepesen nagy minták mintaátlagait gyakran jól megközelíti a normális eloszlás, még akkor is, ha az adatok nem normális eloszlásúak. Nem normális adatok esetén a minta szórásának eloszlása jelentősen eltérhet a χ2 eloszlástól.
Ha azonban a minta mérete nagy, a Slutsky-tétel szerint a minta szórásának eloszlása kevéssé befolyásolja a tesztstatisztika eloszlását. 
Azaz, ahogy az n mintaméret nő: {\displaystyle {{\sqrt {n}}({{\bar {X}}-{\mu }})}{\xrightarrow[{}]{d}}N(0,{\sigma }^{2})} a centrális határeloszlási tételből következtetve,
{\displaystyle {s^{2}}\rightarrow {\sigma ^{2}}} a nagy számok törvényéből következtetve, 
{\displaystyle \therefore {\tfrac {{\sqrt {n}}({{\bar {X}}-{\mu }})}{s}}{\xrightarrow[{}]{d}}N(0,1)}.

## Páros és nem páros kétmintás t-tesztek
Az átlagok közötti különbségre vonatkozó kétmintás t-tesztek független mintákat (nem páros minták) vagy páros mintákat foglalnak magukban. A páros (összetartozó mintás) t-tesztek a hasonló egységek csoportba rendezésének (blokkolás) egy formája, és nagyobb statisztikai erővel rendelkeznek (másodfajú hiba, más néven hamis negatív hiba elkerülésének valószínűsége), mint a nem páros tesztek, ha a páros egységek hasonlóak a "zajtényezők" (lásd zavaró tényezők) tekintetében, amelyek függetlenek a két összehasonlított csoporthoz való tartozástól.[21] Más összefüggésben a páros t-tesztek használhatók a zavaró tényezők hatásának csökkentésére egy megfigyelési vizsgálatban.

### Független (nem páros) minták
A független minták t-tesztjét akkor használják, amikor két különálló, független és azonos eloszlású mintát kapunk, és a két populációból ugyanazt a változót hasonlítjuk össze. Tegyük fel például, hogy egy orvosi kezelés hatását értékeljük, és 100 vizsgálati résztvevőt veszünk fel a vizsgálatba, majd véletlenszerűen 50 résztvevőt osztunk be a kezelési csoportba és 50 résztvevőt a kontrollcsoportba. Ebben az esetben két független mintánk van, és a t-próba nem páros formáját használnánk.

### Páros minták
A páros mintás t-tesztek jellemzően hasonló egységek párjaiból álló mintából állnak, vagy egy olyan egységcsoportból, amelyet kétszer vizsgáltak ("ismételt mérések" t-teszt).
Az ismételt mérések t-tesztjének tipikus példája az, amikor a vizsgálati alanyokat egy kezelés előtt tesztelik, mondjuk magas vérnyomás miatt, és ugyanazokat a vizsgálati alanyokat a vérnyomáscsökkentő gyógyszeres kezelés után újra tesztelik. Azzal, hogy összehasonlítjuk ugyanazon páciensek számadatait a kezelés előtt és után, gyakorlatilag minden egyes pácienst saját kontrollként használunk. Így a független mintás eljáráshoz képest a nullhipotézis (itt: a kezelés nem okoz különbséget) helyes elutasítása sokkal valószínűbbé válhat, a statisztikai erő pedig megnő, egyszerűen azért, mert a betegek közötti véletlenszerű eltérés már megszűnt. A statisztikai teljesítmény növekedésének azonban ára van: minden egyes alanyt kétszer kell vizsgálni. Mivel a minta fele most már függ a másik felétől, a Student-féle t-próba páros (összetartozó mintás) változata már csak (n/2)-1 szabadságfokkal rendelkezik (ahol n a megfigyelések teljes száma).[22]

## Szoftveres megoldások
| Program/Nyelv                           | Függvény                                                  |
| Microsoft Excel 2010 előtt              | TTEST(array1, array2, tails, type)                        |
| Microsoft Excel 2010 és későbbi verziók | T.TEST(array1, array2, tails, type)                       |
| Apple Numbers                           | TTEST(sample-1-values, sample-2-values, tails, test-type) |
| LibreOffice Calc                        | TTEST(Data1; Data2; Mode; Type)                           |
| Google Sheets                           | TTEST(range1, range2, tails, type)                        |
| Python                                  | scipy.stats.ttest_ind(a, b, equal_var=True)               |
| MATLAB                                  | ttest(data1, data2)                                       |
| Mathematica                             | TTest[{data1,data2}]                                      |
| R                                       | t.test(data1, data2, var.equal=TRUE)                      |
| SAS                                     | PROC TTEST                                                |
| Java                                    | tTEST(sample1, sample2)                                   |
| Julia                                   | EqualVarianceTTest(sample1, sample2)                      |
| Stata                                   | Ttest data1 == data2                                      |

## Analógia más statisztikai próbákkal
Az egymintás és a kétmintás t-próba rokonítható rendre az egymintás és a kétmintás u-próbához, mivel ugyanazt a nullhipotézist vizsgálják ugyanolyan adottságok mellett.
Az egymintás esetben a hasonlóság még nagyobb, ugyanis az egymintás t-próba képlete csak annyiban tér el az egymintás u-próbáétól, hogy benne az előre megadott szórás helyén a minta alapján becsült szórás áll. Sőt, az egymintás t- és u-próba a legtöbb alkalmazási feltételben is azonos. Különbség a két próba között – az alkalmazás szintjén – mindössze egy feltételben van, mégpedig abban, hogy az egymintás t-próba nem igényli a vizsgált valószínűségi változó szórásának ismeretét, míg az egymintás u-próba esetében ez eleve adott kell, hogy legyen. (A matematikai háttérben az eltérés nagyobb.)

## Fordítás
Ez a szócikk részben a Student's t-test című angol Wikipédia-szócikk  fordításán alapul. Az eredeti cikk szerkesztőit annak laptörténete sorolja fel. Ez a jelzés csupán a megfogalmazás eredetét és a szerzői jogokat jelzi, nem szolgál a cikkben szereplő információk forrásmegjelöléseként.